# Naturschutzgebiet Eistenberg
Koordinaten: 51° 18′ 5″ N, 7° 59′ 16″ O
Das Naturschutzgebiet Eistenberg mit einer Größe von 1,9 ha liegt östlich von Seidfeld im Stadtgebiet von Sundern (Sauerland) im Hochsauerlandkreis. Das Gebiet wurde 1993 mit dem Landschaftsplan Sundern durch den Kreistag des Hochsauerlandkreises erstmals als Naturschutzgebiet (NSG) mit dem Namen Naturschutzgebiet Eissteinberg ausgewiesen. Bei der Neuaufstellung des Landschaftsplanes Sundern wurde das NSG erneut ausgewiesen. Nun allerdings mit dem Namen des Berges, an dem es liegt. Das NSG grenzt an drei Landschaftsschutzgebiete.
Im Landschaftsplan von 1993 und im Fachinformationssystem des Landesamtes für Natur, Umwelt und Verbraucherschutz Nordrhein-Westfalen steht fälschlicherweise der Name Naturschutzgebiet Eissteinberg, obwohl der Berg den Namen Eistenberg hat.

## Schutzzweck
Das NSG soll den Wald mit Artinventar schützen. Wie bei allen Naturschutzgebieten in Deutschland wurde in der Schutzausweisung darauf hingewiesen, dass das Gebiet „wegen der Seltenheit, besonderen Eigenart und Schönheit des Gebietes“ zum Naturschutzgebiet wurde.